# Metinee Kingpayom
Metinee Washington Kingpayome hay Metinee Kingpayome Sharples (tiếng Thái: เมทินี วอชิงตัน กิ่งโพยม hay เมทินี กิ่งโพยม ชาร์พเพิร์ล, phiên âm: Me-thi-ni Va-chin-tan Kin-ba-dom hay Me-thi-ni Kin-ba-dom Cha-bêu, sinh ngày 11 tháng 6 năm 1972) còn có nghệ danh là Lukkade (tiếng Thái: ลูกเกด, phiên âm: Lúc-két), là một diễn viên, người mẫu và người dẫn chương trình người Thái Lan. Cô là người đại diện cho Thái Lan đi thi Hoa hậu Thế giới 1992 tổ chức tại Nam Phi.

## Tiểu sử
Metinee sinh ra ở thủ đô Washington, Hoa Kỳ và lớn lên ở thành phố New York. Cô còn có ba người em trai là Chris, Mike và Mark Kingpayom (Mike và Mark là hai anh em sinh đôi). Metinee từng theo học tại Đại học Assumption, Băng Cốc và tốt nghiệp bằng Cử nhân Quản trị kinh doanh.
Năm 2007, cô kết hôn với Edward Sharples, đến năm 2009, hai người sinh được một con trai, lấy tên là Skye Kingpayom Sharples (tiếng Thái: สกาย กิ่งโพยม).

## Sự nghiệp
Năm 1992, Lukkade Metinee lên ngôi hoa hậu của cuộc thi Miss Thailand World (Hoa hậu Thế giới cấp quốc gia của Thái Lan) và Miss Continental Queens Asia & Oceania (Hoa hậu xuyên lục địa châu Á và châu Đại Dương). Sau đó, cô được cử đi tranh giải Hoa hậu Thế giới 1992 tổ chức tại khu nghỉ dưỡng Sun City, Cộng hòa Nam Phi.
Hiện tại, Metinee đang hoạt động trong ngành giải trí Thái Lan với tư cách là một người mẫu, diễn viên. Năm 2014, cô làm huấn luyện viên cho chương trình truyền hình thực tế tuyển chọn nữ người mẫu - The Face Thailand; năm 2017, cô tiếp tục góp mặt huấn luyện trong phiên bản nam của chương trình này là The Face Men Thailand.
Lukkade là một trong những nghệ sĩ Thái hiếm hoi có mối quan hệ thân với Showbiz Việt, đặc biệt là Hương Giang sau khi đăng quang cuộc thi Hoa hậu Chuyển giới Quốc tế 2018, chính Jack và Philip (học trò Lukkade - The Face Men Thailand (Mùa 1)) cộng tác với Hương Giang chuỗi MV Anh đang ở đâu đấy anh. Lukkade còn xuất hiện vai trò Ban cố vấn Người ấy là ai (phiên bản Việt) - và là người đầu tiên xuất hiện cả phiên bản gốc lẫn Việt của chương trình.

## Danh sách phim và chương trình

### Truyền hình
| Năm      | Phim                                            | Đài         | Vai                       | Đóng với                                     |
| -------- | ----------------------------------------------- | ----------- | ------------------------- | -------------------------------------------- |
| 1996     | Aep Kep Chai Wai Klai Thoe                      | Channel 5   | Bencha                    | Sanya Khunakon                               |
| 1997     | Saneha Phayabat                                 | Channel 3   | Katherine                 | Tanakorn Posayanon                           |
| 1997     | Sam Num Sam Mum                                 | Channel 5   | Nat                       |                                              |
| 1998     | Manya Ritsaya (Lưới tình Catwalk bản gốc)       | Channel 5   | Dini                      | Oliver Pupart                                |
| 1999     | Sippaet Mongkut Sadut Rak                       | Channel 5   | Prim                      | Anuwat Niwatwong                             |
| 1999     | Kla Wai Huachai Mai Jon Mum                     | Channel 7   |                           | Saharat Sangkapreecha                        |
| 1999     | Pik Thong (Đôi cánh vàng)                       | Channel 7   | Alin                      | Worawuthi Niyomsap                           |
| 2000     | Sao Chai Huajai Chicago (Người hầu của con tôi) | Channel 5   | Chichi                    | Saharat Sangkapreecha                        |
| 2001     | Chai Krap Phom Pen Chai                         | Channel 5   | Jazzy                     | Shahkrit Yamnam                              |
| 2001     | Tewada Dearn Din                                | Channel 3   | Nong                      | Pongpat Wachirabunjong Amphon Lamphun        |
| 2003     | Thon                                            | ITV         | Daeng                     | Winai Kraibut                                |
| 2003     | Seua                                            | Channel 3   | Nachan                    | Saharat Sangkapreecha                        |
| 2003     | Muang Maya The Series - Maya Luang              | Channel 5   | Katherine Talor           | Yuranunt Pamornmontri                        |
| 2003     | Rak Tong Uan                                    | Channel 3   | Imagination Chio          | Worarit Fueangarom                           |
| 2004     | Phuying Chan Neung                              | Channel 3   | Arinlada                  | Sam Chotiban                                 |
| 2007     | Butsaba Re Rak                                  | Channel 7   | Rongrong                  | Trin Setthachot                              |
| 2007     | Huachai Sila (Lòng dạ độc ác)                   | Channel 5   | Pinsuda / "Mam" Buranawit |                                              |
| 2009     | Khunmae chamlaeng (Người tình quay gót)         | Channel 3   | Emy                       | Shahkrit Yamnam                              |
| 2012     | Saep Chio Puan Huachai                          | Channel 3   | Anong                     | Chaturong Mokchok                            |
| 2012     | Chuyện tình lọ lem                              | Channel 5   | Phenphak                  | Penpetch Penkul                              |
| 2014     | Cuộc chiến sắc đẹp                              | One 31      | Natsarin "Nat" Rawirangsi |                                              |
| 2016     | Cuộc chiến sắc đẹp phần 2                       | One 31      | Natsarin "Nat" Rawirangsi |                                              |
| 2018     | Suphapburut Sut Soi                             | One 31      | Aunt Cake                 |                                              |
| 2018     | Cuộc chiến Producer                             | One 31      | Alin "Elle" Seechatkaew   |                                              |
| 2019     | Blood Valentine                                 | Mono        | Kris                      |                                              |
| 2019     | Strange Girl in a Strange Land                  | LineTV      | Winnie                    |                                              |
| 2019     | Cuộc chiến Producer phần 2                      | One 31      | Alin "Elle" Seechatkaew   |                                              |
| 2020     | 'Why R U? (Vì yêu phải không)                   | LineTV      | Mẹ Zon                    | Penpetch Penkul                              |
| 2020-nay | 3 Num 3 Mum x2                                  | One 31      | Nat                       | Saksit Tangtong                              |
| 2022     | The War of Flower                               | GMM25       | Thantawan                 | Ruengrit McIntosh                            |
| 2022     | Bad Romeo                                       | Channel 3   | Asia Raman                | Mario Maurer Urassaya Sperbund               |
| 2023     | Boy Band The Series                             | GMM 25      | Selena                    |                                              |
| 2023     | Comedy Island                                   | Prime Video | Citizen number 41         |                                              |
| 2023     | VIP Rak Son Chu                                 | One 31      | Pojanee                   | Nawat Kulrattanarak                          |
| 2024     | Thicha                                          | One 31      | Bussara                   | Pimchanok Luevisadpaibul Pachara Chirathivat |
| 2025     | Rak Salap Lai                                   | One 31      | Daranee                   |                                              |

### Điện ảnh
| Năm  | Tên              | Vai                       | Đóng với                 |
| ---- | ---------------- | ------------------------- | ------------------------ |
| 1998 | Box              | Jued's Wife               | Udom Taepanich           |
| 2003 | Province 77      | Kathy                     |                          |
| 2004 | Cholesterol Love | Lukkade                   | Watchara Tangkhapraserit |
| 2005 | The Bullet Wives | Maya; Second Wives Leader |                          |
| 2006 | Mercury Man      | Arina                     | Wasan Khantaau           |
| 2009 | Headless Family  | Kanta                     | Chaturong Mokchok        |
| 2009 | Sassy Player     |                           |                          |
| 2016 | Deadstock        |                           |                          |

### Chương trình

Metinee Kingpayom (đứng cuối bên phải) trong mùa The Face Thailand All-Star

| Năm       | Tên                                       | Vai trò                   | Chú thích       | Đài         |
| --------- | ----------------------------------------- | ------------------------- | --------------- | ----------- |
| 2014      | The Face Thailand (Mùa 1)                 | Huấn luyện viên           | Đội chiến thắng | CH3         |
| 2015      | The Face Thailand (Mùa 2)                 | Huấn luyện viên           | Đội á quân      | CH3         |
| 2016      | The Star Thailand (Mùa 12)                | Ban giám khảo             |                 | One 31      |
| 2017      | The Face Thailand (Mùa 3)                 | Huấn luyện viên           | Đội á quân      | CH3         |
| 2017      | Gương mặt thương hiệu (Mùa 2)             | Giám khảo khách mời       | Tập 1 & Tập 6   | VTV3        |
| 2017      | Asia's Next Top Model (Mùa 5)             | Giám khảo khách mời       | Tập 2           | Star World  |
| 2017      | The Face Men Thailand (Mùa 1)             | Huấn luyện viên           | Đội chiến thắng | CH3         |
| 2018      | The Face Thailand (Mùa 4)                 | Huấn luyện viên           | Đội chiến thắng | CH3         |
| 2017-2020 | Roo Mai Krai Sod (Người ấy là ai bản gốc) | Ban cố vấn                | Một số tập      | One 31      |
| 2018      | The Next Boy/Girl Band Thailand           | Giám khảo khách mời       |                 |             |
| 2018      | The Face Men Thailand (Mùa 2)             | Huấn luyện viên hướng dẫn |                 | PPTV36      |
| 2019      | Người ấy là ai (mùa 2)                    | Ban cố vấn                | Tập 1 & Tập 4   | HTV2        |
| 2020      | Người ấy là ai (mùa 3)                    | Ban cố vấn                | Tập 1 & Tập 4   | HTV2        |
| 2020      | The Woody Show                            | Khách mời                 | Tập 2           | CH7         |
| 2021      | The Wall Song Thailand                    | Nhân vật bí ẩn            | Tập 25          | WorkpointTV |